# Begijnen

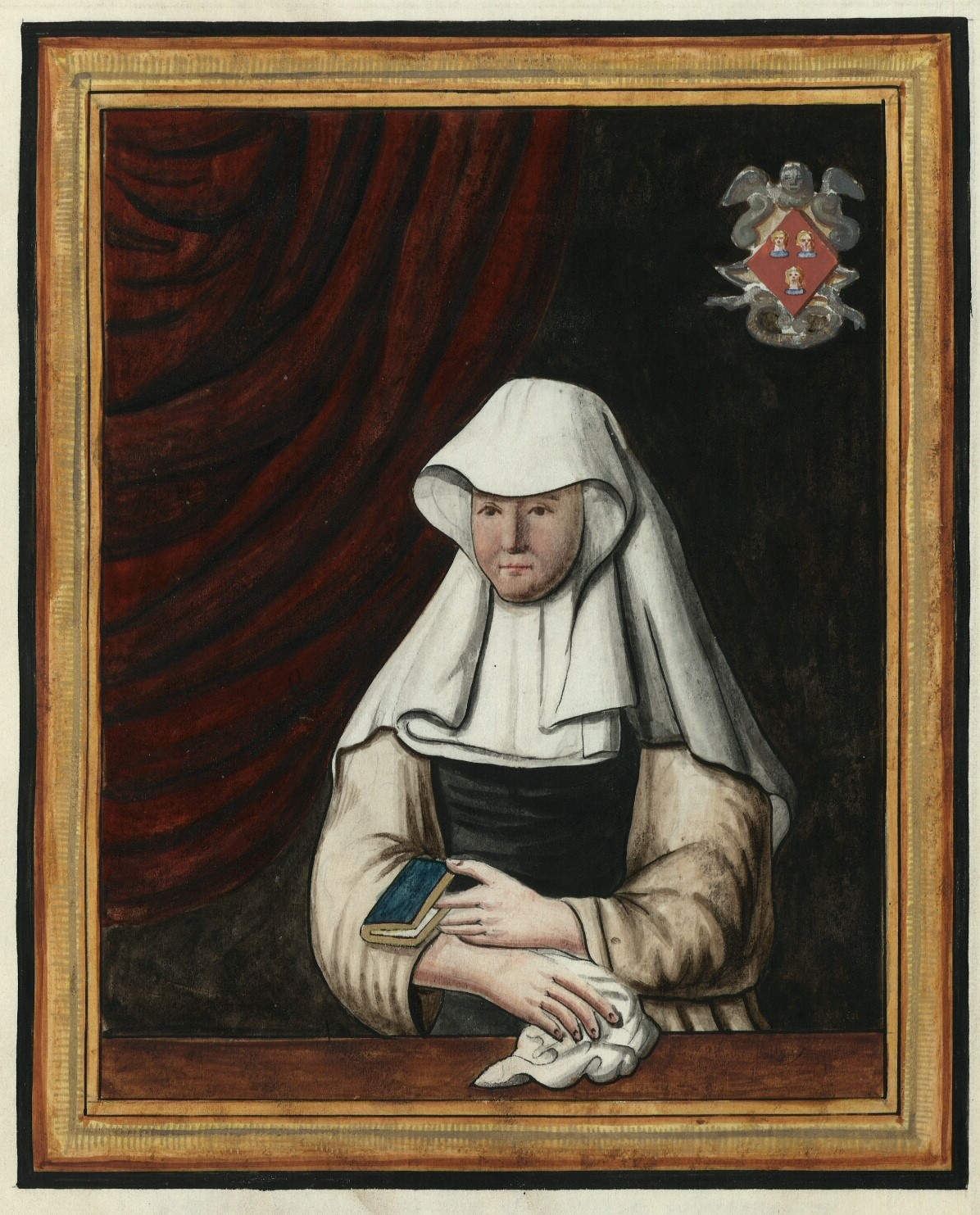
Gentse begijn. Fragment uit een manuscript van het begijnhof Sint Aubertus (Poortacker) te Gent. Gemaakt ca. 1840.

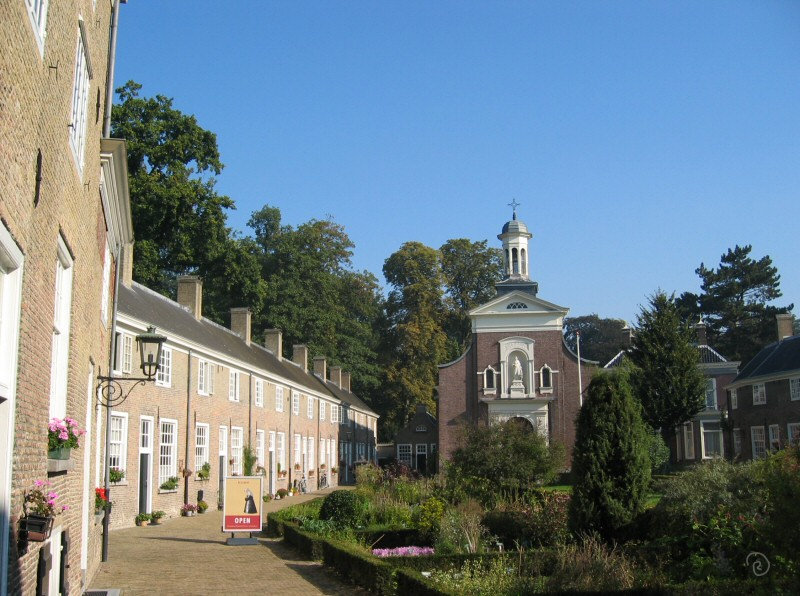
Begijnhof in Breda

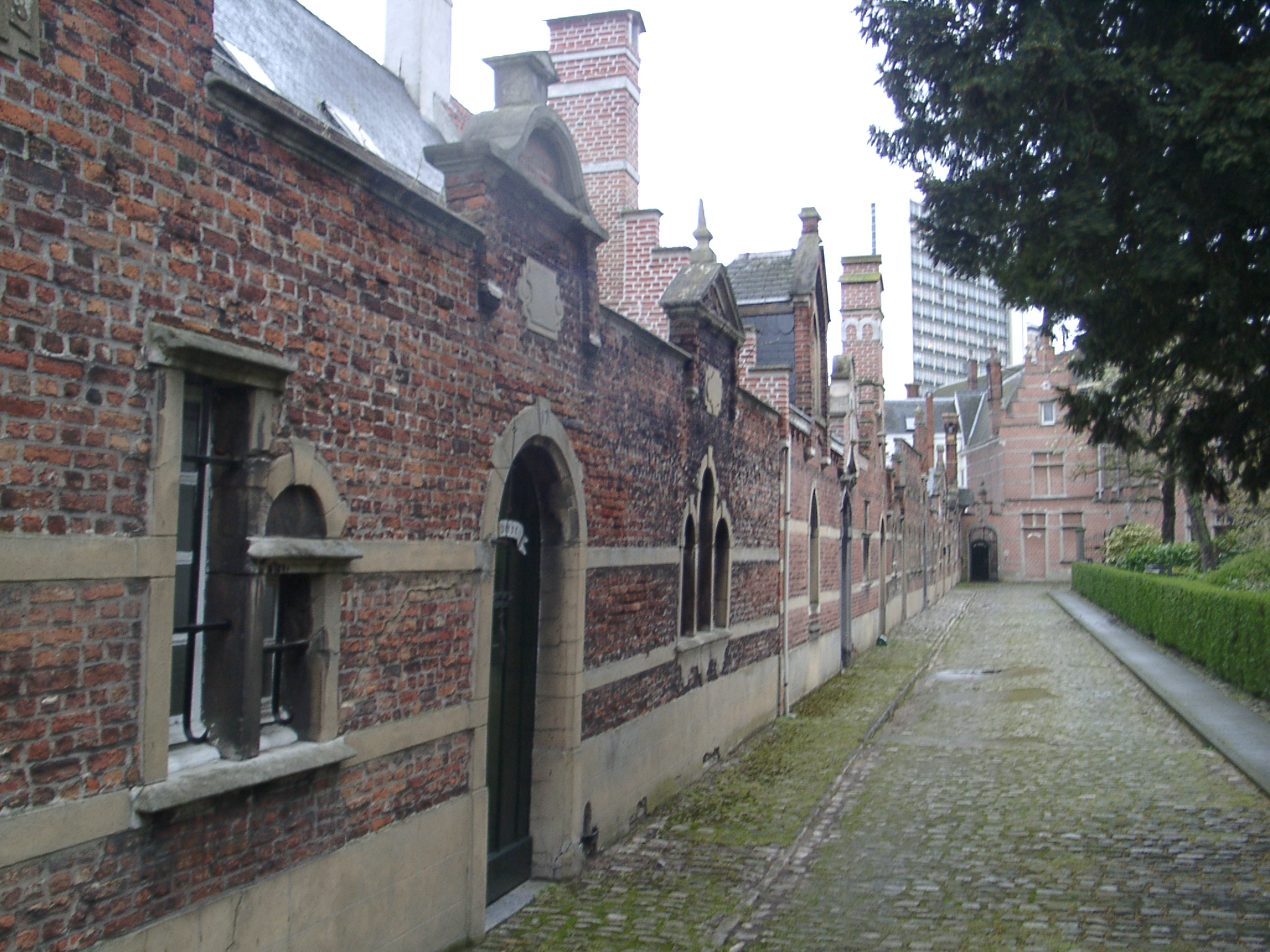
Begijnhof in Antwerpen

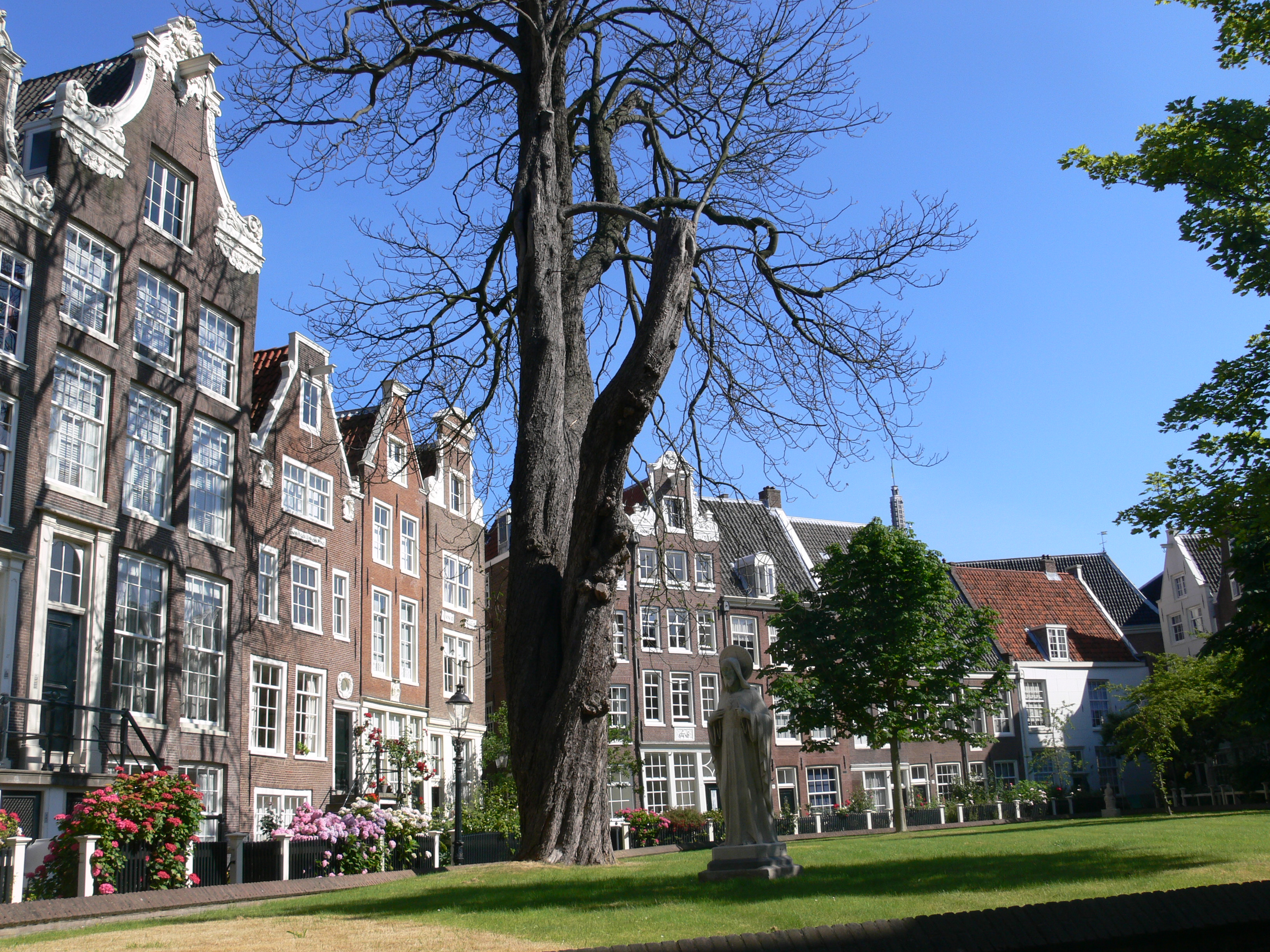
Begijnhof in Amsterdam

Begijnen waren alleenstaande vrouwen die rond het einde van de elfde eeuw in West-Europa opkwamen onder invloed van een combinatie van economische, sociale, religieuze en politieke factoren. Ze waren leken, traden dus niet in kloosters in, en legden geen kloostergeloften af. Ze leefden eerst alleen, in kleine of grote groep of bij familie. Onder druk van de religieuze en wereldlijke macht ontstonden de begijnhoven, met name in de Lage Landen, en dan met name in het huidige België. Mannen die tot deze levensstijl overgingen werden begarden genoemd.
De begijnen waren tot voor kort niet meer actief; de laatste begijn in Nederland was Cornelia Frijters, die in 1990 overleed. In België en wereldwijd was de laatste begijn Marcella Pattyn die in 2013 overleed. In Halle werd in 2019 een nieuwe begijnengemeenschap gestart.

## Etymologie
De oorsprong van het woord begijn is onduidelijk, maar er zijn enkele hypothesen. De beschermheilige van de begijnen is Begga van Herstal, waardoor het woord kan afgeleid zijn van de naam van deze patrones. Begijn kan ook duiden op de beige kleur van hun pijen. Ook wordt wel verondersteld dat de term begijn verwijst naar de Albigenzen of is afgeleid van de stam begg, die zou duiden op mompelen, stamelen (vgl. het Franse bègue = stamelaar). In deze opvatting is een begijn een vrouw die voortdurend gebeden prevelt.

## Geschiedenis

### 11e eeuw
Als gevolg van de Gregoriaanse hervormingen ontstonden in West-Europa spontane en georganiseerde religieuze bewegingen die aanspoorden tot een terugkeer naar de oorsprong van de Kerk zoals beschreven in het Nieuwe Testament en de Handelingen van de apostelen. Deze apostolieken streefden naar een leven in eenvoud, armoede en kuisheid uit protest tegen geestelijken die openlijk samenleefden met concubines en geen aandacht meer hadden voor hun parochianen.

### 12e en 13e eeuw
Onder invloed van vernieuwende figuren als Norbertus en later Franciscus van Assisi, die boetebeleving en armoede predikten, verdiepte het geloofsleven zich tot een nieuw en menselijk karakter. Als gevolg daarvan trof men in de loop van de 12e eeuw meer en meer vrouwen aan die alleen of in kleine groepen, thuis bij hun familie of in aparte huizen leefden. Men verkoos om teruggetrokken van de wereld in zelfgekozen armoede ter heiliging, een vroom en kuis leven te leiden. Men trof deze religieuze vrouwen aan over geheel West-Europa van Scandinavië tot in Spanje. In de buurt van Nijvel en Oignies in Brabant en in het Luikse ontstonden de eerste kernen van samenlevende groepen religieuze vrouwen onder de naam Begijnen. Maria van Oignies, Ida van Leuven en andere begijnen werden door toenmalige geestelijken en het volk als bijna-heiligen beschouwd.
Hun naam evolueerde van vrome of devote vrouwen naar religieuze vrouwen en in de volksmond werd begijnen een spotnaam met een ketterse bijklank. Ze deelden die naam immers met bewegingen zoals de albigenzen, Broeders van de Vrije Geest en andere. In sommige groepen begijnen zullen wellicht ook wel verwante ideeën hebben geleefd. De kerk bekeek deze groep, die steeds groter werd en door zijn onafhankelijkheid ontsnapte aan de controle van de geestelijkheid, met grote argwaan. Sommige geestelijken zagen dat het volk in zijn vraag naar een andere kerk behoefte had aan geestelijke begeleiding. 
Toen paus Innocentius III in 1216 instemde met de nieuwe beweging, volgde in de daarop volgende jaren een grote bloei en verspreiding. Omstreeks 1240 konden de eerste vormen van een georganiseerde beweging onderscheiden worden die zich langzaam van de naam begijn gingen bedienen zonder nog de bijgedachte aan ketterse praktijken met zich te nemen. De nieuw ontstane gemeenschappen van vrome vrouwen of mulieres religiosae leefden eerst verspreid in de stad, maar naderhand bij voorkeur in de nabijheid van een kerk of een kapel en onderhielden zichzelf door inkomsten uit arbeid. Na verloop van tijd nam hun aantal toe en zij groepeerden zich in de eerste conventen, veelal rond hospitalen en leprozerieën. Vooraanstaande vrouwen, de gravinnen Johanna en Margaretha II van Vlaanderen stichtten begijnhoven in Gent (1234), Valenciennes (1239), Kortrijk (1242), Rijsel (1244-45) en Douai (1245).
Historici noemen de eerste, nog niet georganiseerde vrome vrouwen de Beghinae indisciplinatae of Ongeordende Begijnen. Zodra er sprake is van geordende genootschappen, nog voor het fysiek samenwonen in begijnhoven, worden zij Beghinae disciplinatae of Geordende Begijnen genoemd.:p. 7
De beweging concentreerde zich aan het einde van de 13e eeuw voornamelijk in het noorden van Frankrijk, het Graafschap Vlaanderen, het Hertogdom Brabant, het Prinsbisdom Luik, de Rijnstreek in Duitsland van Keulen tot Bazel en in mindere mate Italië en Zuid-Frankrijk. Hadewijch is waarschijnlijk de bekendste begijn en mystica uit de 13de eeuw.

### 14e eeuw
In 1311-12 trof de kerk op het Concilie van Vienne maatregelen tegen de vermeende ketterse bewegingen in begijnse kringen. Die waren religieus, maar omdat ze niet aangesloten waren bij de officiële kerk werden ze als ketters beschouwd. In Duitsland en Frankrijk werden de getroffen besluiten omgezet in maatregelen. In de Lage Landen verdedigden de bisschoppen het orthodoxe deel van de begijnen in hun bisdommen, waardoor ze van de verschillende pausen vrijstellingen verkregen en ze hun gemeenschappen verder konden uitbreiden. Een van de bekendste slachtoffers van de begijnenvervolging was Margareta Porete die in 1310 op de brandstapel stierf met haar boek Spiegel der eenvoudige zielen, een werk dat later herontdekt werd.
In de praktijk kwam het erop neer dat alleen nog begijnen geduld werden als ze zich vrijwillig samenvoegden in een convent of een begijnhof onder leiding van kloosterlingen of een priester. De begijnhoven werden door een muur omgeven en tussen zonsondergang en zonsopgang van de buitenwereld afgesloten. De begijnen leefden er een godvruchtig leven en volgden alle dagen de mis, luisteren naar de preek, gebedsstonden en het lezen van de psalmen in het goddelijk officie indien mogelijk. Bovendien baden zij reeds vroeg de Mariale devotie van de rozenkrans. De begijnen stelden zich onder leiding van een grootmeesteres en gehoorzaamden aan statuten die door de bisschoppen werden goedgekeurd.
In tegenstelling tot zusters die eeuwige kloostergeloften aflegden, verklaarden de begijnen alleen maar voor een bepaalde tijd sober, in kuisheid en van hun eigen vermogen of verdiensten te zullen leven. Ze waren vrij om uit te treden om te huwen waarbij ze zes weken voor de huwelijksvoltrekking het begijnhof moesten verlaten. Het begijnhof bevatte jonge meisjes, ongehuwde vrouwen van alle leeftijden en weduwen. Jonge meisjes werden aan de begijnen toevertrouwd om er onderwijs te krijgen.

### 15e eeuw
De beweging groeide zelfs zover dat ze in de 15e eeuw in bepaalde steden tussen 2 en 5% van de totale bevolking uitmaakte, en sommige begijnhoven als Keulen, Mechelen, Gent en andere telden op hun hoogtepunt tot meer dan 2000 begijnen.

### 16e eeuw
De Reformatie was een harde klap voor de begijnhoven in de Noordelijke Nederlanden, zij zouden allemaal verdwijnen op de hoven in Amsterdam en Breda na. Ook in de Zuidelijke Nederlanden ondervonden de hoven veel schade van de beeldenstorm en moesten de begijnen soms hun stad ontvluchten wanneer deze onder calvinistische heerschappij kwam te staan. Tijdens de Contrareformatie bloeiden de hoven in het zuiden echter al snel weer op.

### 20e en 21e eeuw
Sinds 1998 staan dertien begijnhoven in Vlaanderen op de UNESCO Werelderfgoedlijst.
Nadat op 23 mei 2008 de bijna 100-jarige Marcella Van Hoecke (geboren in 1908), grootjuffrouw van het Klein Begijnhof Gent overleden was, restte er wereldwijd nog slechts één begijn: Marcella Pattyn in het begijnhof Kortrijk. Zij was geboren in 1920 en verbleef de laatste jaren van haar leven in het rusthuis Sint-Jozef te Kortrijk, waar ze in de nacht van 13 op 14 april 2013 in haar slaap overleed. De laatste Nederlandse begijn, Cornelia Frijters, stierf in 1990 na vrijwel haar hele volwassen leven in het Begijnhof van Breda te hebben gewoond.
De begijnse levensstijl inspireert en inspireerde mensen om hun eigen levenspad vorm te geven. In Duitsland organiseerden en richtten vrouwen het Dachverband der Beginen op. Concreet bestaat deze organisatie uit een aantal moderne 'begijnhoven' die elk op zich een structuur van samenwonen hebben die in de buurt komt van co-housing. Er zijn inmiddels dertien nieuwe 'begijnhoven' gebouwd. Deze 'begijnhoven' zijn een variant op co-housingwonen.
In Halle stapte de gemeenschap van de Zusters Sacramentinen in april 2019 over naar de traditie van de begijnen. Zij leven nu in het Begijnhof O.L.Vrouw ter Engelen in Halle.

## Economische positie in de Late Middeleeuwen

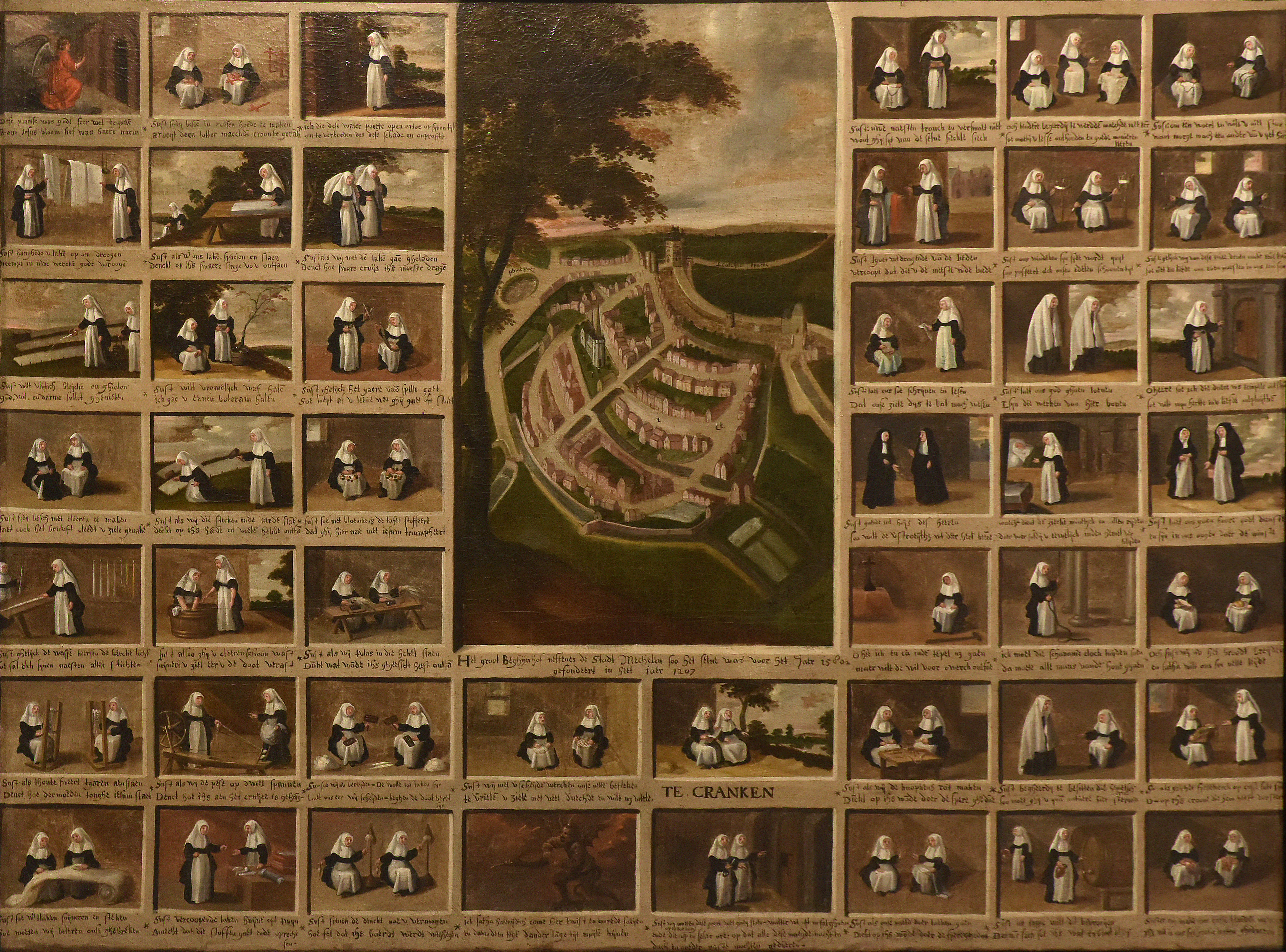
Werkzaamheden van de Mechelse begijnen (1578) in het Museum Hof van Busleyden te Mechelen

Aangezien de begijnhoven vooral in de 14e en 15e eeuw enorm groeiden - vooral in de Zuidelijke Nederlanden waren de hoven enorm gegroeid met als grootste hof dat in Mechelen, met een populatie van tussen de 1500 en 1900 begijnen - hadden zij ook aanzienlijke invloed op de economie van de stad waar zij bij hoorden. De begijnen mochten in tegenstelling tot kloosterzusters nog wel zelfstandig bezig hebben en vrouwen in deze tijd konden erfenissen zelfstandig ontvangen en beheren. Een groot aandeel van de begijnhoven eiste dat een begijn 3 jaar in haar levensonderhoud kon voorzien, een eigen bed bezat, de kledij die de begijnen droegen en de benodigde huisraad. Om aan deze eisen te voldoen moesten de aspiranten dan ook uit gegoede huize komen en gesponsord worden door hun familie, of zelf werkzaamheden ontplooien om aan deze eisen te voldoen.
Begijnen werkten veelal in de ziekenzorg, het onderwijs of vervaardigden handwerkproducten zoals weefsels. Veel begijnhoven hadden echter regels met betrekking tot de verkoop van handwerkproducten. Dergelijke regels moesten voorkomen dat zij in conflict raakten met lakenverkopers en gildes die bij het maken van stoffen betrokken raakten. Toch raakten ze nogal eens slaags in rechtszaken met hen; een van de regels was dat ze geen grote winst mochten maken en daardoor zaten ze structureel onder de prijzen die het gilde rekende. In Brussel kwam het tot een heuse rechtszaak in 1296, waarbij de vrouwen beschuldigd werden van oneerlijke concurrentie.
Opvallend is ook de hoge graad van geletterdheid onder de begijnen. In de Lage Landen zijn 1100 manuscripten van voor 1600 bekend. Zo'n 77 daarvan, 7%, worden geassocieerd met de begijnen.
Ondanks de regels over het maken van grote winsten, konden sommige begijnen aanzienlijke bezittingen verzamelen. De grootmeesteressen, die optraden als leidsters van het begijnenhof, in het hof van Leuven kwamen voor een groot gedeelte uit gegoede families uit diezelfde stad. Sommigen van hen erfden vanuit die families. Andere begijnen traden pas in als zij zelf al hun fortuin hadden gemaakt, zoals Janne Schuts, die in het Antwerpen van de 15e eeuw in ruim 45 jaar 158 grotere contracten afsloot en mogelijk ook nog een grote hoeveelheid kleinere. Schuts trad geregeld op als geldschietster en bankierster. In 1441 werd ze begijn, nadat ze al meer dan 10 jaar handel had gedreven.

## Verhouding tot de Katholieke Kerk

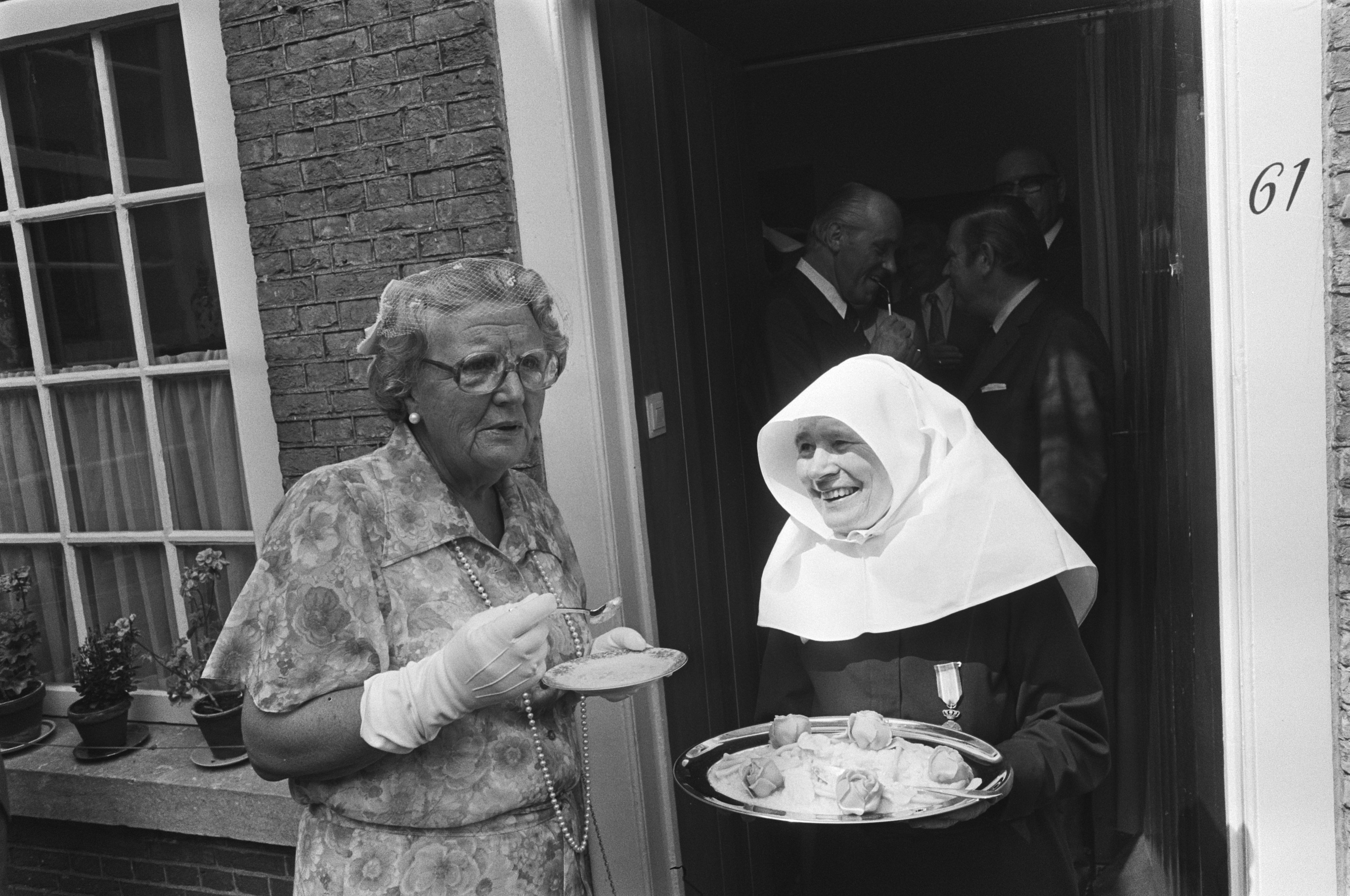
Begijn van het Begijnhof in Breda op de foto met koningin Juliana

De Katholieke Kerk sloeg de situatie rondom de opkomst van de begijnen in de 11e eeuw in eerste instantie kritisch gade. In eerste instantie werden de begijnen gezien als een groep afvalligen, zoals ook wel blijkt uit de dood van Margareta Porete, die in 1310 op de brandstapel werd gezet als ketter. Vanaf paus Paus Gregorius IX, die in de 13e eeuw leefde, werd de benadering van de vrouwen wat milder. De tegenhangers van de begijnen, de begarden, zouden een eeuw later opgenomen worden in de al bestaande kloosterorder van met name de franciscanen. Gaandeweg stelde de kerk de begijnhoven onder de plaatselijke bisschop en werden hier ook pastoors aangesteld, hoewel de grootmeesteressen - ongeveer vergelijkbaar met een abdis, hoewel in Mechelen vier grootmeesteressen aan het hoofd van het hof stonden en gekozen waren - over het algemeen over het hof heersten.

### Kleding
De lekenzusters droegen kleding die hun positie ten opzichten van seculiere burgers onderscheidde. Traditioneel droegen zij een witte kaproen, een donker bovenkleed en een licht onderkleed, vaak wit, hoewel deze niet altijd te zien zijn over de donkere onderkleden. Hun leren schoenen mochten, net als de rest van hun kleding, geen enkele vorm van versiering bevatten. Ook moest hun haar kort zijn onder de kaproen.